# Lukáš Říha
Lukáš Říha (ur. 30 marca 1981 w Litvínovie) – czeski hokeista.

## Kariera
- HC Litvínov U18 (1997-1999)
- HC Litvínov U20 (1999-2002)
- HC Litvínov (2000-2005)
  -  KLH Chomutov (2001)
  -  SK Kadan (2002)
  -  HC Most (2004)
  -  HC Hawierzów (2004-2005)
  -  HC Dukla Jihlava (2005)
- HC Kometa Brno (2005-2006)
- HC Prostějov (2007)
- VHK Vsetín (2007)
- HC Oceláři Trzyniec (2007)
- MHC Martin (2007-2010)
- Unia Oświęcim (2010-2012)
- HC 07 Detva (2014)
  -  MŠHK Prievidza (2014)
- MHC Martin (2014-2015)
- HC 07 Detva (2015-2017)
- Unia Oświęcim (2017)
- HC Poruba (2017)
- MHC Martin (2017)
- HK Puchov (2017-2018)
- SK Kadaň (2018-2019)
- HC Slovan Louny (2019)

Wychowanek HC Litvínov. Występował w drużynach czeskiej ekstraligi, czeskiej 1. ligi, słowackiej ekstraligi i od 2010 w Unii Oświęcim w Polskiej Lidze Hokejowej. Po zakończeniu sezonu 2011/2012 odszedł w klubu w kwietniu 2012. Pod koniec maja 2012 dezycją PZHL został zdyskwalifikowany na dwa lata po tym jak kontrola antydopingowa z minionego sezonu wykazała w jego organizmie obecność amfetaminy i jej pochodnych. Sankcja dotyczy wszystkich rozgrywek pod egidą IIHF. Od lipca 2014 zawodnik HC 07 Detva. Od listopada 2014 do końca stycznia 2015 ponownie zawodnik MHC Martin. Od maja do września 2017 ponownie zawodnik Unii Oświęcim. Pod koniec października 2017 został zawodnikiem MHK Martin.
W trakcie kariery określany pseudonimem Rysiek.

## Sukcesy
Klubowe
- Puchar Kontynentalny: 2009 z MHC Martin
- Brązowy medal mistrzostw Słowacji: 1994, 2010 z MHC Martin
- Brązowy medal mistrzostw Polski: 2011, 2012 z Unią Oświęcim
- Finał Pucharu Polski: 2010, 2011 z Unią Oświęcim
- Złoty medal 1. ligi słowackiej: 2015, 2017 z HC 07 Detva

Indywidualne
- Ekstraliga polska w hokeju na lodzie (2010/2011):
  - Drugie miejsce w klasyfikacji asystentów w sezonie zasadniczym: 33 asysty
- Polska Liga Hokejowa (2011/2012):
  - Czwarte miejsce w klasyfikacji asystentów w sezonie zasadniczym: 37 asyst
  - Szóste miejsce w klasyfikacji asystentów w sezonie zasadniczym: 50 punktów
- 1. liga słowacka 2016/2017:
  - Pierwsze miejsce w klasyfikacji asystentów w sezonie zasadniczym: 47 asyst
- 2. liga słowacka w hokeju na lodzie (2017/2018):
  - Skład gwiazd miesiąca – grudzień 2017[10]